# Plectreuridae
Plectreuridae Simon, 1893 è una famiglia di ragni appartenente all'infraordine Araneomorphae.

## Etimologia
Il nome deriva probabilmente dal greco πλῆκτρον, plèktron cioè pungolo, pungiglione, sperone, o dal greco πλέκτρον, plèktron, cioè cosa intessuta, cosa intrecciata e in aggiunta per entrambe le ipotesi la parola greca οὐρὰ, ourà, cioè coda; in pratica o perché ha uno sperone sulla coda o perché le filiere hanno un modo particolare di intessere; infine il suffisso -idae, che designa l'appartenenza ad una famiglia.

## Caratteristiche
Sono ragni privi di cribellum, piuttosto primitivi, e in genere costruiscono le ragnatele sotto pietre o cactus morti. Secondo alcuni autori sono imparentati con i Sicariidae, i Diguetidae e gli Scytodidae, anche se diversamente da questi generi i Plectreuridae hanno otto occhi. Benché le femmine del genere Plectreurys assomigliano a quelle cribellate della famiglia Filistatidae, ne differiscono per il pattern oculare differente e per avere il terzo segmento delle zampe inarcato.

## Comportamento
I soli due generi e le poche specie che li compongono, nonché la loro diffusione limitata fa sì che si conosca davvero poco delle loro etologia.

## Distribuzione
Diffusi in America settentrionale, (Stati Uniti) e America centrale (Messico, Cuba, Guatemala e Costa Rica).

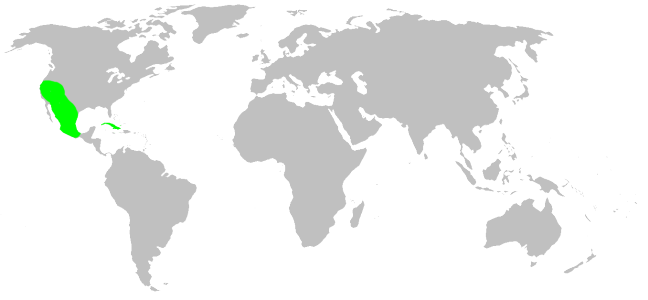
Plectreuridae, distribuzione

## Tassonomia
Attualmente, a novembre 2020, si compone di 2 generi e 31 specie:
- Kibramoa Chamberlin, 1924 - Stati Uniti, Messico
- Plectreurys Simon, 1893 - Messico, Stati Uniti, Cuba, Guatemala, Costa Rica